# Debbie Scott
Deborah Dawn Scott-Bowker, detta Debbie (16 dicembre 1958), è un'ex mezzofondista canadese.
Atletica leggera ai Giochi della XXIII Olimpiade - 1500 metri piani femminili

## Palmarès
| Anno | Manifestazione          | Sede         | Evento       | Risultato  | Prestazione | Note |
| ---- | ----------------------- | ------------ | ------------ | ---------- | ----------- | ---- |
| 1978 | Giochi del Commonwealth | Edmonton     | 1500 m piani | Batterie   | 4'24"36     |      |
| 1978 | Giochi del Commonwealth | Edmonton     | 3000 m piani | 9ª         | 10'02"59    |      |
| 1982 | Giochi del Commonwealth | Brisbane     | 1500 m piani | Batterie   | 4'18"90     |      |
| 1982 | Giochi del Commonwealth | Brisbane     | 3000 m piani | 12ª        | 9'32"20     |      |
| 1984 | Giochi olimpici         | Los Angeles  | 1500 m piani | 10ª        | 4'10"41     |      |
| 1985 | Mondiali indoor         | Parigi       | 3000 m piani | Oro        | 9'04"99     |      |
| 1986 | Giochi del Commonwealth | Edimburgo    | 1500 m piani | Argento    | 4'11"94     |      |
| 1986 | Giochi del Commonwealth | Edimburgo    | 3000 m piani | Argento    | 8'54"83     |      |
| 1987 | Giochi panamericani     | Indianapolis | 1500 metri   | Argento    | 4'08"43     |      |
| 1987 | Mondiali                | Roma         | 1500 metri   | 11ª        | 4'08"38     |      |
| 1987 | Mondiali                | Roma         | 3000 metri   | 13ª        | 8'58"63     |      |
| 1988 | Giochi olimpici         | Seul         | 1500 metri   | 12ª        | 4'17"95     |      |
| 1988 | Giochi olimpici         | Seul         | 3000 metri   | 15ª        | 9'11"95     |      |
| 1991 | Mondiali                | Tokyo        | 1500 metri   | 11ª        | 4'06"06     |      |
| 1992 | Giochi olimpici         | Barcellona   | 1500 metri   | Semifinali | 4'12"50     |      |